# Filip Đukić
Filip Đukić (Hvidovre, 6 de agosto de 1999) es un futbolista danés, nacionalizado montenegrino que juega en la demarcación de portero para el Viborg FF de la Superliga de Dinamarca.

## Selección nacional
Hizo su debut con la selección de fútbol de Montenegro el 18 de noviembre de 2023 en un partido de clasificación para la Eurocopa 2024 contra Hungría que finalizó con un resultado de 3-1 tras un gol de Ádám Nagy y un doblete de Dominik Szoboszlai para Hungría, y de Slobodan Rubežić para Montenegro.

## Clubes
| Club          | País      | Año       | Partidos | Goles |
| ------------- | --------- | --------- | -------- | ----- |
| Hvidovre IF   | Dinamarca | 2018-2020 | 51       | 0     |
| Fremad Amager | Dinamarca | 2020-2021 | 0        | 0     |
| Hvidovre IF   | Dinamarca | 2021-2025 | 116      | 0     |
| AC Horsens    | Dinamarca | 2025      | 3        | 0     |
| Viborg FF     | Dinamarca | 2025-     |          |       |